# Wehrüberwachung
Die Wehrüberwachung dient im Spannungs- oder Verteidigungsfall der Überwachung der nicht dienenden Wehrpflichtigen in Deutschland. Sie ist in § 24 des Wehrpflichtgesetzes (WPflG) geregelt. Durch die Überwachung soll sichergestellt werden, dass die Kreiswehrersatzämter stets über alle für die Heranziehung zum Wehrdienst erheblichen Tatsachen und Umstände informiert sind. Dies beinhaltet die Pflicht der unter Wehrüberwachung stehenden Staatsbürger:
- stets für Mitteilungen des Kreiswehrersatzamtes erreichbar zu sein
- jede Änderung der Anschrift innerhalb einer Woche dem Kreiswehrersatzamt mitzuteilen oder sich innerhalb einer Woche beim Einwohnermeldeamt an- oder abzumelden
- sich persönlich verfügbar zu machen, wenn man dazu aufgefordert wird
- sich auf Verlangen des Kreiswehrersatzamtes einer Sicherheitsprüfung zu unterziehen

Gerade die Meldepflichten zum aktuellen Wohnort sollen, beispielsweise im Falle eines Krieges, die kurzfristige Einsatzbereitschaft der Bundeswehr sicherstellen. Die Wehrüberwachung beginnt mit dem Eintreten der Wehrpflicht (also i. d. R. mit der Musterung nach Erreichen der Volljährigkeit) und endet, außer im Falle der Untauglichkeit:
- bei ungedienten Wehrpflichtigen und Mannschaftsdienstgraden mit Ablauf des Kalenderjahres, in dem sie ihr 32. Lebensjahr vollendet haben;
- bei Unteroffizieren mit Ablauf des Kalenderjahres, in dem sie ihr 45. Lebensjahr vollendet haben;
- bei Offizieren mit Ablauf des Kalenderjahres, in dem sie ihr 60. Lebensjahr vollendet haben.

## Geschichte
Der § 24 WPflG wurde im Laufe der Zeit mehrfach verändert. Mit dem Wehrrechtsänderungsgesetz 2008 wurden bestimmte Helfer im Zivilschutz oder Katastrophenschutz sowie Entwicklungshelfer von der Wehrüberwachung befreit. Ebenso wurde die Pflicht aufgehoben, sich bei einer Wehrersatzbehörde zu melden, wenn der Wohnort mehr als acht Wochen verlassen wird. Seit dem 1. Juli 2011 gilt der § 24 gemäß § 2 nur noch im Spannungs- oder Verteidigungsfall.

### Neue Pläne im Juni 2024
Ein am 12. Juni 2024 von Bundesverteidigungsminister Boris Pistorius vorgestelltes Modell plant eine neue Form der Wehrüberwachung und einen freiwilligen Grundwehrdienst von sechs bis 23 Monaten aus. Hierfür soll eine verpflichtende Erfassung und bedarfsorientierte Musterung eingeführt werden. Insgesamt sollten unter anderem bis zu 260.000 Reservisten gewonnen werden.